# TG1
A TG1 (kiejtése: ti-dzsi-únó) az olasz Rai 1 híradója, a Telegiornale 1 rövidítéséből ered.
A hírműsort a Rai a Róma északi részén található Saxa Rubra nevű gyártóbázisán készíti, a műsor igazgatója Mario Orfeo.

## Története
A hírműsor 1954-ben kezdődött Telegiornale (Tv-Híradó) néven Vittorio Veltroni vezetésével, ami hosszú ideig egy déli és egy esti kiadással jelentkezett. A hírszerkesztésre és a műsor készítésére jelentős befolyással bírt a kormány és az egyház is, aminek következménye lett az 1975-ben életbe lépett reform (it: Riforma_della_RAI_del_1975), amelyet az olasz köznyelv lottizzazione néven ismer. Ennek értelmében az akkori legnagyobb befolyással bíró parlamenti pártok felosztják egymás között a Rai három csatornáját a híradóikkal együtt: a Rai 1 kereszténydemokrata, Rai 2 szocialista és a Rai 3 kommunista ellenőrzés alá kerül. 1976-ban nagy változás ment végbe a Rai-nál, a Rai 2 (akkori Rete 2) elindítja saját híradóját a TG2-t, ekkor nevezik át a Rai 1 híradóját Telegiornale 1-ra, amely TG1 rövidítéssel válik ismertebbé.
A megújult híradóban a tudósítások mellett már interjúkat és a 20 órás kiadásban már hírelemző műsorokat is készítettek Dentro la notizia néven.
1980-as évektől a TG1 délutáni kiadással is jelentkezik 18 órától. 1986-tól megváltozik a főcím: a földgömb körül forog a Telegiornale felirat, amely eltűnik és sárga betűkkel a TG1 felirat csúszik be a földgömb alatti térbe. Már reggeli kiadással (TG1 Mattina) is jelentkezik, ami az Unomattina reggeli beszélgetős műsor részeként kerül adásba. 1992 és 1994 között Telegiornale Uno néven, 1994-től ismét TG1 néven jelentkezik a hírműsor. A műsor ekkor már a Saxa Rubran felépített gyártóbázison készül.
2000-ben leváltotta a Rai felügyelőbizottsága Gad Lerner igazgatót, miután a TG1 riportere, David Sassoli egy pedofilról szóló riportot készített, amit nagyon erőszakosnak találtak, a riportot leadták a TG3 híradóban is. Albino Longhi vezette a TG1-t 2002. május 5-ig, őt követte Clemente Mimun a TG2 addigi vezetője volt.
2006-ban Mimun lemondott és a Rai Parlamento szerkesztőségének élére került, helyébe Gianni Riotta került.
2009-ben benyújtotta lemondását Gianni Riotta, aki az Il Sole 24 Ore napilap igazgatója lett. Andrea Giublio került átmenetileg a TG1 vezetői posztjára. Augusto Minzolini lett az új vezető, akiről köztudott volt, hogy az akkori miniszterelnök Silvio Berlusconi pártján állt. A kinevezése politikai és szakmai felháborodást váltott ki, az új kinevezett igazgató hírszerkesztési módszereit, még a saját szerkesztősége is elítélte.
2010 májusában felmondott Maria Luisa Busi, aki akkor már 16 éve az esti 20 órás kiadás műsorvezetője volt, felmondását Minzolinivel való rossz viszonyával és az ő vezetése alatt kialakult elviselhetetlen munkahelyi légkörrel indokolta. Felmondásában nyílt levelet tett közzé Tg1 di parte, dov’è il Paese reale? (Elfogult TG1, hol van a valódi Olaszország?) címen.
2010 októberében az AgCom (Olasz Kiegyensúlyozott Kommunikációért felelős Hatóság) elmarasztalta Minzolinit "súlyos kiegyensúlyozatlanság" miatt, mivel a TG1 híradásai kormánypárti többségűek és elfogultak voltak.
A TG1 nézettsége és a nézők bizalma folyamatosan csökkent, a részrehajlás miatt. 2011-ben menesztették Minzolinit, a döntést miatt munkaügyi pert indított, amit 2012-ben elvesztett.
2012 novemberétől Mario Orfeo a vezető. 2014. június 9-étől megújult a főcím és az adást innentől digitális rendszerben sugározzák.
2016-ban a TG1-t ismét elfogultsággal vádolják. Az első esetben Beppe Grillo az 5 Csillag Mozgalom vezetője PD1 gúnynévvel illeti a TG1-t. A TG1 egy tudósításában Róma ellenzéki polgármester-jelöltjéről, Virginia Raggiról becsületsértő riport jelenik meg, miközben szerinte a TG1 szemet huny a kormányzó PD és a Camorra maffia szervezet közti kapcsolat miatti nyomozásról.
A másik esetben a L'ultima ribattuta című napilap vádolta meg a TG1-t, a Róma újonnan megválasztott, ellenzéki polgármesterének, Virginia Raggi tevékenységét bíráló tudósítása miatt. A TG1 tudósítása ugyanis a római szemétszállítás körül kialakult káoszt és a város elmúlt 20 évét átszövő korrupciós ügyeit összemossa Virgina Raggi munkájával, emiatt a lap a TG1-t servizio anti-Raggi-nak (Raggi ellenes műsornak) nevezi.
A TG1 legnézettebb esti 20 órás kiadásának nézettsége 25% körüli, amely 4,7 millió fő.

## A főcím zenéje
A TG1 főcím zenéjét Egidio Storaci nápolyi zeneszerző készítette 1954-ben. A főcím zene alaptémáján az évek során nem változtattak sokat, csak az ütemét változtatták, hol lelassították, hol gyorsítottak rajta.

## Vezetőség

### Az eddigi vezetők
| Műsor neve       | Igazgató           | Időszak   | Megjegyzés |
| ---------------- | ------------------ | --------- | ---------- |
| Telegiornale     | Vittorio Veltroni  | 1954–1956 |            |
| Telegiornale     | Massimo Rendina    | 1956–1959 |            |
| Telegiornale     | Leone Piccioni     | 1959–1961 |            |
| Telegiornale     | Enzo Biagi         | 1961–1962 |            |
| Telegiornale     | Giorgio Vecchietti | 1962–1965 |            |
| Telegiornale     | Fabiano Fabiani    | 1965–1967 |            |
| Telegiornale     | Villy De Luca      | 1967–1976 |            |
| TG1              | Emilio Rossi       | 1976–1980 |            |
| TG1              | Franco Colombo     | 1980–1981 |            |
| TG1              | Emilio Fede        | 1981–1982 | átmeneti   |
| TG1              | Albino Longhi      | 1982–1987 |            |
| TG1              | Nuccio Fava        | 1987–1990 |            |
| TG1              | Bruno Vespa        | 1990–1992 |            |
| Telegiornale Uno | Albino Longhi      | 1992–1993 | átmeneti   |
| Telegiornale Uno | Demetrio Volcic    | 1993–1994 |            |
| TG1              | Carlo Rossella     | 1994–1996 |            |
| TG1              | Nuccio Fava        | 1996–1997 |            |
| TG1              | Rodolfo Brancoli   | 1997      |            |
| TG1              | Marcello Sorgi     | 1997–1998 |            |
| TG1              | Giulio Borrelli    | 1998–2000 |            |
| TG1              | Gad Lerner         | 2000      |            |
| TG1              | Albino Longhi      | 2000–2002 |            |
| TG1              | Clemente J. Mimun  | 2002–2006 |            |
| TG1              | Gianni Riotta      | 2006–2009 |            |
| TG1              | Andrea Giubilo     | 2009      | átmeneti   |
| TG1              | Augusto Minzolini  | 2009–2011 |            |
| TG1              | Alberto Maccari    | 2011–2012 | átmeneti   |
| TG1              | Mario Orfeo        | 2012–2017 |            |
| TG1              | Andrea Montanari   | 2017–2018 |            |
| TG1              | Giuseppe Carboni   | 2018–2021 |            |
| TG1              | Monica Maggioni    | 2021 óta  |            |

### Jelenlegi vezetés
- Igazgató:
  - Monica Maggioni
- Igazgatóhelyettesek:
  - Maria Luisa Busi
  - Raffaele Genah
  - Costanza Crescimbeni
  - Gennaro Sangiuliano
  - Filippo Gaudenzi
  - Francesco Primozich

## Műsorvezetői

### TG1 6:30, 7:00, 7:30, 8:00, 9:00, 9:30, 9:55
A reggeli kiadás hétköznaponként 6:30, 7:00, 7:30, 8:00, 9:00, 9:30 és 9:55-ös kezdéssel kerül adásba, hétvégeken 4 kiadással (7:00, 8:00, 9:00 és 9:30) jelentkezik.
- Piero Badaloni (1986–1987)
- Paolo Giani (1986–1988, 2007-ben a TG1 főbb híreit mondja el az Unomattina keretében.)
- Claudia D'Angelo (1986–1989)
- Fabrizio Binacchi (1987–1991)
- Manuela De Luca (1987–1991)
- Stefano Menghini (1987–1994)
- Maria Luisa Busi (1991–1992)
- Diletta Petronio (1991–1993)
- Stefano Ziantoni (1991–2003, 2009-ben ő szerkeszti az Unomattina Estate különböző rovatait és az Unomattina 2009/2010-es évadjában ugyanezt a munkát végzi)
- Cristina Guerra (1993–2005 és 2007–2012)
- Ludovico Di Meo (1994–1997)
- Roberto Valentini (1994–1997)
- Stefano Campagna (2002–2009 és 2011–2014)[13]
- Leonardo Sgura (2004–2007)
- Francesco Primozich (2006-ban néhány hónapig)
- Laura Chimenti (2006 tavasza)
- Piero Damosso (2009–2010)
- Alessandra Di Tommaso (2010–2011)
- Marco Betello (1994 óta)
- Adriana Pannitteri (2000 óta)
- Barbara Capponi (2010–2016)
- Sonia Sarno (2013 óta)
- Dania Mondini (2013 nyara, 2014 és 2015 óta)
- Micaela Palmieri (2016 óta)

### TG1 13:30-as kiadás
- Bruno Modugno (1976–1979)
- Alberto Michelini (1976–1981)
- Bianca Maria Piccinino (1976–1981)
- Bruno Vespa (1976–1984)
- Marcello Morace (1976–1984)
- Alberto Masoero (1980–1982)
- Claudio Angelini (1979–1992)
- Piero Badaloni (1981–1984)
- Angela Buttiglione (1984–1988)
- Liliano Frattini (1981–1987)
- Danila Bonito (1987–1991)
- Filippo Anastasi (1986–1987)
- Giulio Sciorilli Borrelli (1987–1992)
- Manuela De Luca ((1989–1991),1993)
- Stefano Menghini (1989–1991)
- Fabrizio Binacchi (1989–1991)
- Lamberto Sposini (1989–1991)
- Paolo Giani (1991–1997)
- Lilli Gruber (1992–1993)
- Maria Luisa Busi (1992–1994)
- Tiziana Ferrario (1993–2007)
- Marco Varvello (1994–1995)
- Margherita Ghinassi (1995–1999)
- Donato Bendicenti (1998-ban néhány hónapig)
- Paolo Di Giannantonio (1997–2010)
- David Sassoli (1997–2000)
- Francesco Giorgino (2000–2004 és 2006–2010)
- Manuela Lucchini (2004–2006)
- Attilio Romita (2004-ben néhány hónapig)
- Susanna Petruni (2004–2009)
- Filippo Gaudenzi (2006–2011)
- Nicoletta Manzione (2009–2013)
- Laura Chimenti (2010-ben néhány hónapig)
- Emma D'Aquino (2013-ban néhány hónapig)
- Alberto Matano (2013-ban néhány hónapig)
- Marco Frittella (2010 óta)
- Francesca Grimaldi (2010–2016)
- Elisa Anzaldo (2013 óta)
- Alessio Zucchini (2013 óta)
- Valentina Bisti (2016 óta)
- Maria Soave (2016 óta)

Megjegyzés: 1987 és 1991 között csak ebben a kiadásban vezették párban a TG1-t: Claudio Angelini és Danila Bonito, Giulio Sciorilli Borrelli és Angela Buttiglione,Liliano Frattini és Tiziana Di Simone párosban.

### TG1 16:30/Economia-as kiadás
- Marco Ravaglioli (1987–1990)
- Pino Scaccia (1987–1990)
- Filippo Anastasi (1987–1990)
- Alessandro Feroldi (1987–1990)
- Fabrizio Binacchi (1990–1991)
- Lamberto Sposini (1989–1991)
- Claudia D'Angelo (1990–1992)
- Marco Varvello (1990–1994)
- Dino Cerri (1990–1995)
- Anna Scalfati (1992–1994)
- Manuela De Luca (1994–2004)
- Paolo Di Giannantonio (1994–1995)
- Diletta Petronio (1994–1995)
- Donato Bendicenti (1995–1996)
- Susanna Petruni (1995–1998 és 2002–2003)
- Ludovico Di Meo (1997–2002)
- Filippo Gaudenzi (2000–2006)
- Stefano Ziantoni (2004–2009)
- Marco Franzelli (2004–2013)
- Piero Damosso (2006–2009)
- Nicoletta Manzione (2007–2009)
- Laura Chimenti (2009–2010)
- Leonardo Sgura (2009–2013)
- Laura Mambelli (2010-ben néhány hónapig)
- Alessio Zucchini (2013-ban néhány hónapig)
- Elisa Anzaldo (2013-ban néhány hónapig)
- Barbara Carfagna (2010–2016)
- Valentina Bisti (2013–2016)
- Maria Soave (2013–2016)
- Marina Nalesso (2013 óta)
- Barbara Capponi (2016 óta)
- Francesca Grimaldi (2016 óta)

### TG1 ore 20:00
- Emilio Fede (1976–1981 és 1982–1983)
- Massimo Valentini (1976–1984)
- Alberto Michelini (1981–1984)
- Vittorio Citterich (1982–1989)
- Bruno Vespa (1983–1990)
- Paolo Frajese (1984–1994)
- Angela Buttiglione (1988–1993)
- Maurizio Beretta (1989–1990)
- Danila Bonito (1991–1994)
- Piero Badaloni (1991–1995)
- Lilli Gruber (1993–2004)
- Maria Luisa Busi (1994–2010)
- Giulio Sciorilli Borrelli (1995–1998)
- Lamberto Sposini (1998–2000)
- David Sassoli (2000–2009)
- Attilio Romita (2004–2013)
- Monica Maggioni (2007-ben néhány hónapig)
- Tiziana Ferrario (2007–2010)
- Susanna Petruni (2009–2013)
- Francesco Giorgino (2004–2005 és 2010 óta)
- Laura Chimenti (2010 óta)
- Emma D'Aquino (2013 óta)
- Alberto Matano (2013 óta)

### TG1 Sera
- Enrico Mentana (1982–1988)
- Tiziana Ferrario (1982–1991)
- Giulio Sciorilli Borrelli (1984–1987)
- Liliano Frattini (1987–1991)
- Alfredo Meocci (1988–1991)
- Lamberto Sposini (1988–1991)
- Manuela De Luca (1991–1994)
- Manuela Lucchini (1991–2004 és 2006–2010)
- Francesca Grimaldi (1994–2010)
- Donato Bendicenti (1994–1997)
- Dino Cerri (1997–2002)
- Raffaele Genah (2003–2010)
- Marco Frittella (2004–2010)
- Alberto Matano (2010–2012)
- Emma D'Aquino (2010–2013)
- Maria Soave (2010–2013)
- Valentina Bisti (2012–2013)
- Cinzia Fiorato (2013)
- Marina Nalesso (2013-ban néhány hónapig)
- Mariasilvia Santilli (2010)
- Alessandra Di Tommaso (2013)
- Cecilia Primerano (2013)
- Gabriella Capparelli (2014)

### TG1 Notte
- Ottavio Di Lorenzo (1976–1979)
- Leonardo Valente (1976–1982)
- Roberto Di Palma (1976–1985)
- Giuseppe D'Amore (1976–1986)
- Lucio Orazi (1976–1990)
- Luigi Carrai (1978–1991)
- Adriana Retacchi (1978–1991)
- Bruno Modugno (1979–1987)
- Pierluigi Camilli (1979–1987)
- Fabio Massimo Rocchi (1987–1992 és 1997–2002)
- Manuela Lucchini (1987–1991)
- Francesca Grimaldi (1989–1994)
- Alessandro Feroldi (1990–1992)
- Nicoletta Manzione (1992–1994)
- Danila Bonito (1993–1994)
- Diletta Petronio (1995–1996)
- Mauro Mazza (1995–1997)
- Filippo Gaudenzi (1995–1999)
- Marco Ravaglioli (1997–1999)
- Paolo Giani (1997–2009)
- Marco Frittella (1999–2004)
- Puccio Corona (2002–2006)
- Cinzia Fiorato (2004–2008 és 2010–2013)
- Barbara Carfagna (2007–2009 és 2016 óta)
- Laura Mambelli (2007–2010)
- Elisa Anzaldo (2008–2011)
- Stefano Campagna (2009–2010 és 2011)
- Maria Soave (2010-ben néhány hónapig és 2013-ban)
- Alessio Zucchini (2010–2013)
- Marina Nalesso (2011–2013)
- Mariasilvia Santilli (2010-ben néhány hónapig és 2013)
- Alessandra Di Tommaso (2011)
- Cecilia Primerano (2013)
- Gabriella Capparelli (2014)

### Che tempo fa? – Időjárás-jelentés
Az időjárás-jelentést az Olasz Légierő Meteorológiai Szolgálata (Servizio Meteorologico dell'Aeronautica Militare) készíti, az időjárás-jelentést hosszú ideig, 31 évig Guido Caroselli meteorológus mondta el.

## Fordítás
Ez a szócikk részben vagy egészben  a   TG1 című olasz Wikipédia-szócikk ezen változatának fordításán alapul.  Az eredeti cikk szerkesztőit annak laptörténete sorolja fel. Ez a jelzés csupán a megfogalmazás eredetét és a szerzői jogokat jelzi, nem szolgál a cikkben szereplő információk forrásmegjelöléseként.

## Hasonló cikkek
- TG2
- TG3
- Rai
- Rai 1